# 豊橋平野

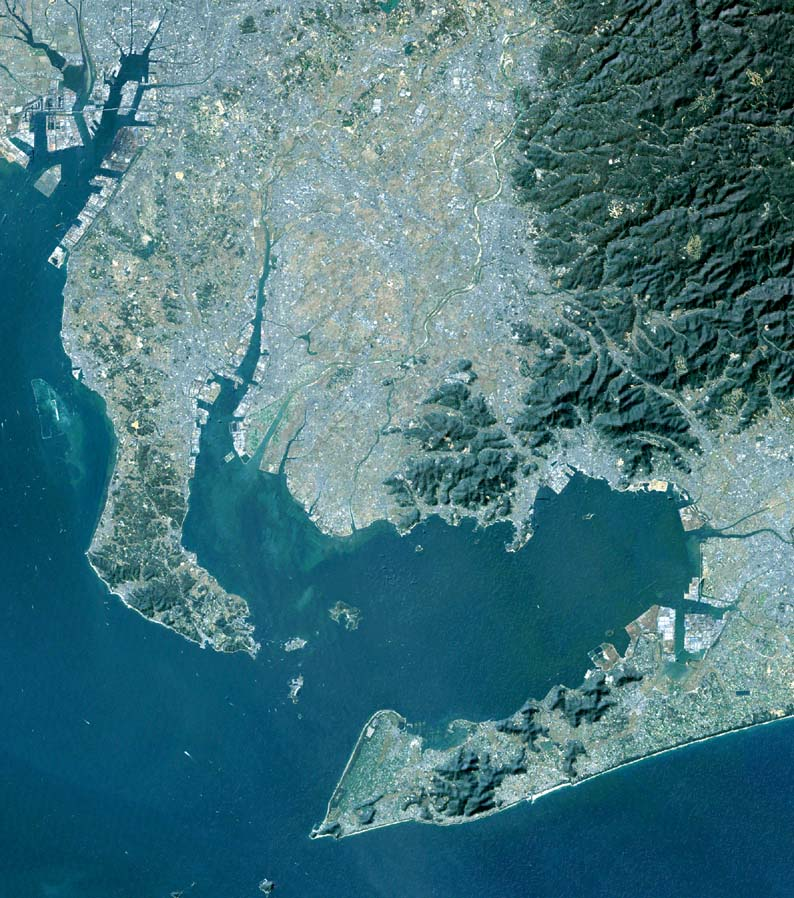
豊橋平野（右下）

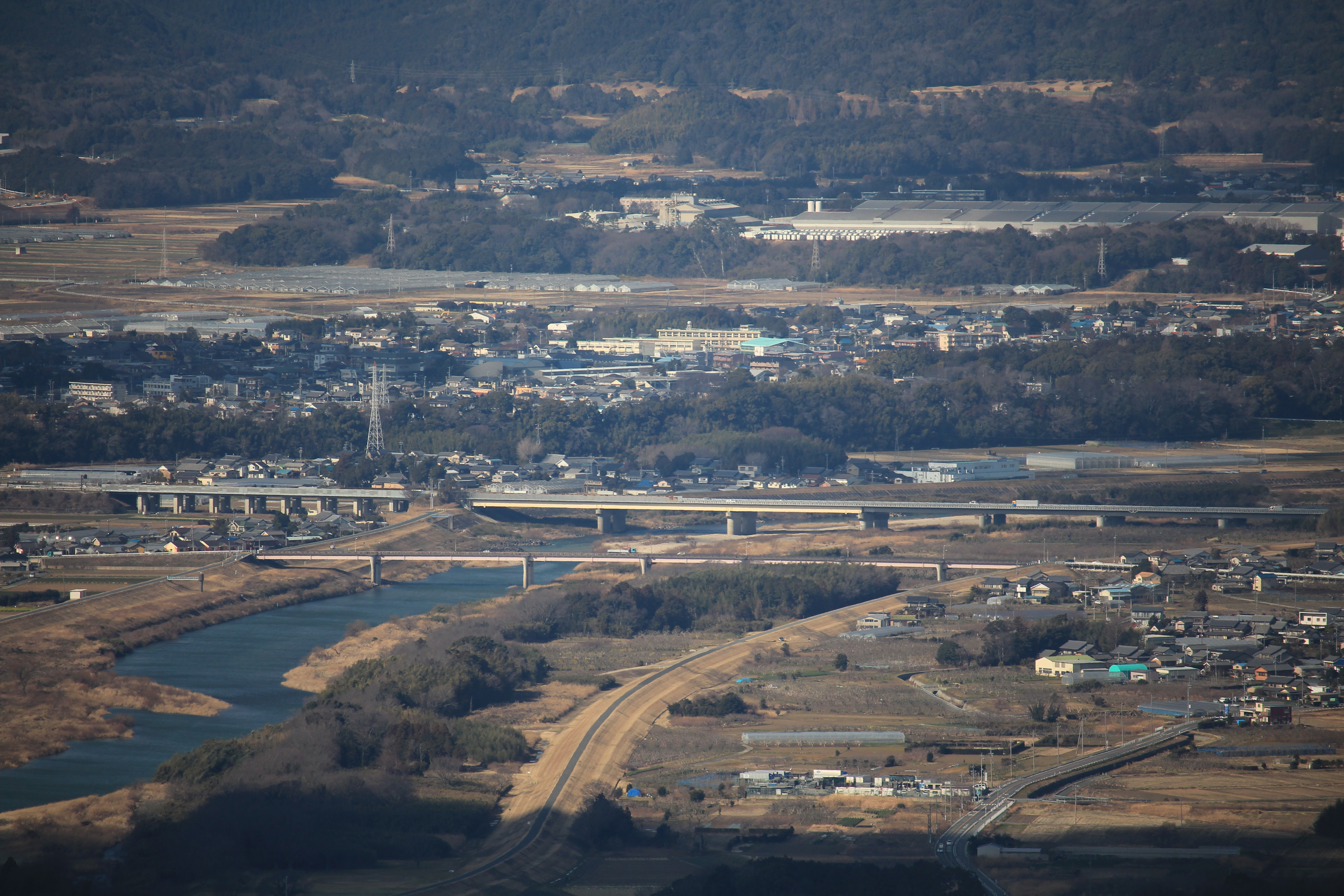
豊川下流部

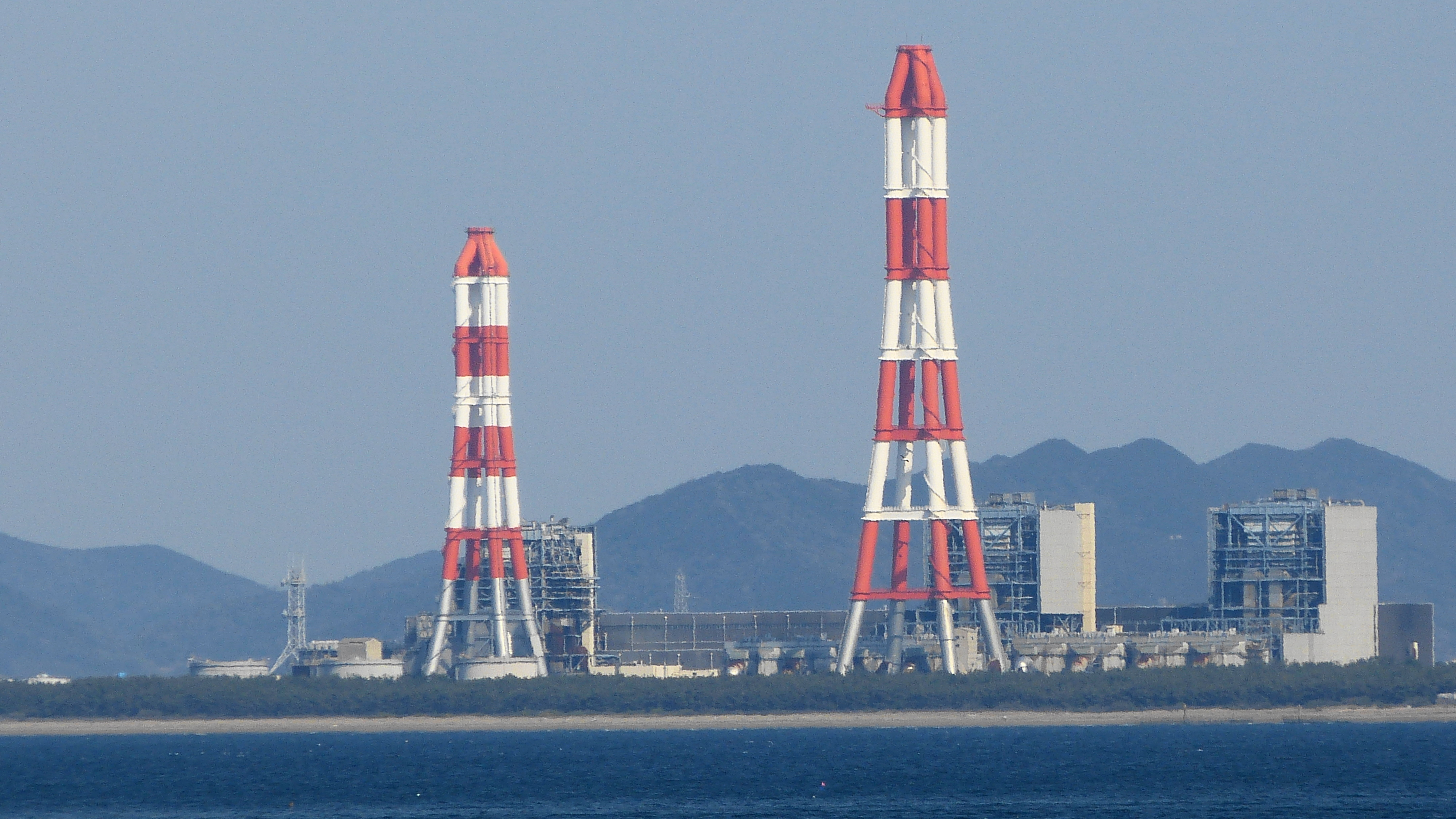
豊川河口部の三河港

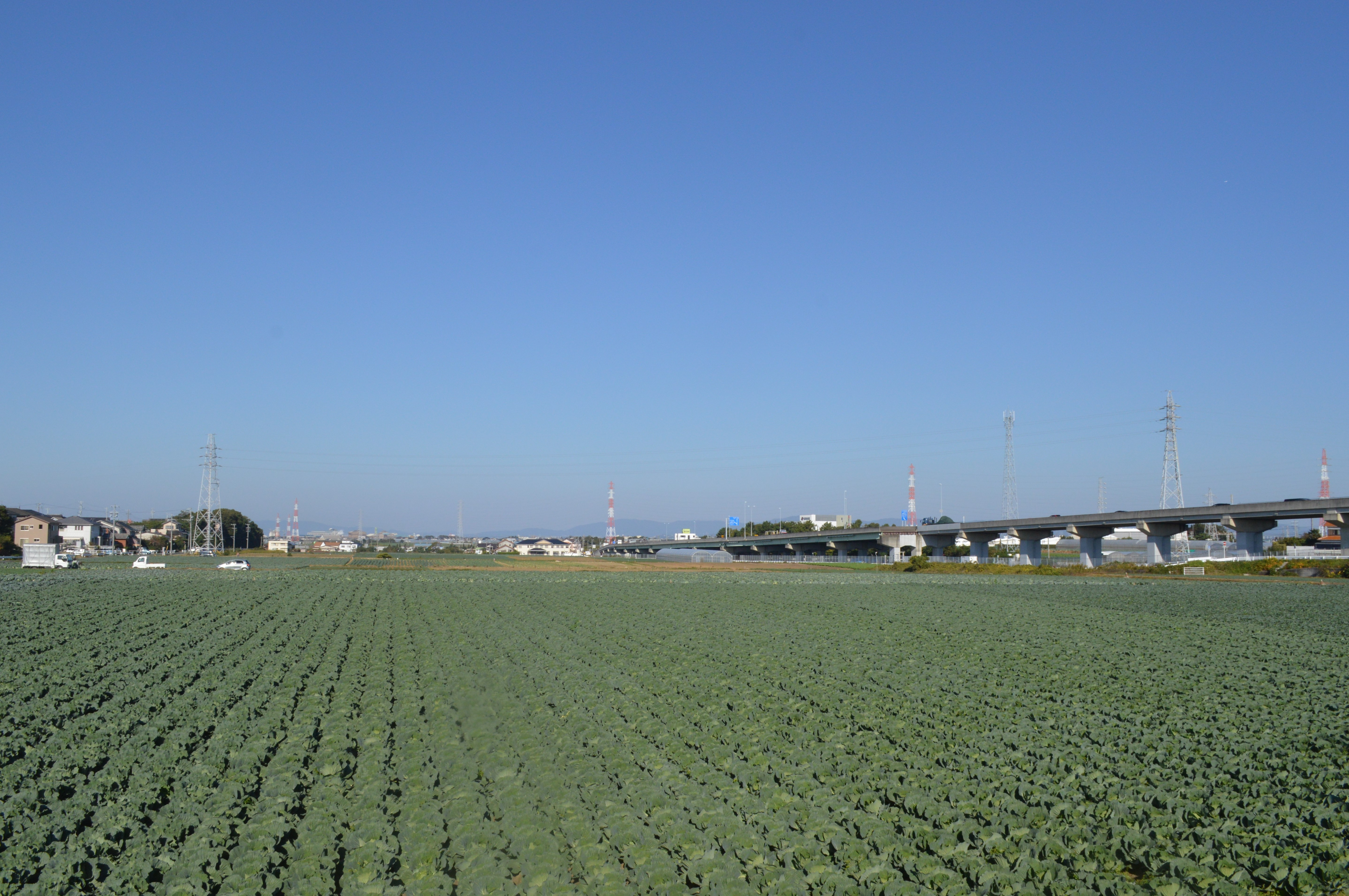
豊橋市のキャベツ畑

豊橋平野（とよはしへいや）は、愛知県南東部、豊川下流部にある平野。東三河平野（ひがしみかわへいや）とも呼ばれる。面積は772km2。東三河地方の豊橋市、豊川市、新城市、蒲郡市、田原市の5市にまたがっており、中心都市は豊橋市 。

## 地理
東三河地方最大の河川である豊川は中央構造線に沿って流れており、両岸には2 - 3段の河岸段丘が発達している。豊橋平野は三河湾に向かってラッパ状に広がっており、段丘上には下流から豊橋市・豊川市・新城市の3市の市街地が形成されているが、それ以外の平野は全般に農村地域である。
新城市付近から下流に向かって発達する沖積平野、その両岸に形成された段丘状の洪積台地からなる。洪積台地は左岸の豊橋台地と右岸の豊川台地に分けられる。さらに豊橋台地は、標高50 - 80mの天伯原（てんぱくはら）頂部、標高23 - 45mの天伯原北斜面、標高12 - 45mの高師原（たかしはら）、標高1.5 - 15mの豊橋市街地、標高1 - 1.5mの最低位面に分けられる。砂礫層が卓越している。
北西には標高789mの本宮山を頂点とする断層崖が形成されている。南東端には赤石山脈（南アルプス）の支脈である弓張山脈があり、標高400 - 600mの弓張山脈は愛知県と静岡県の県境をなしている。

## ギャラリー

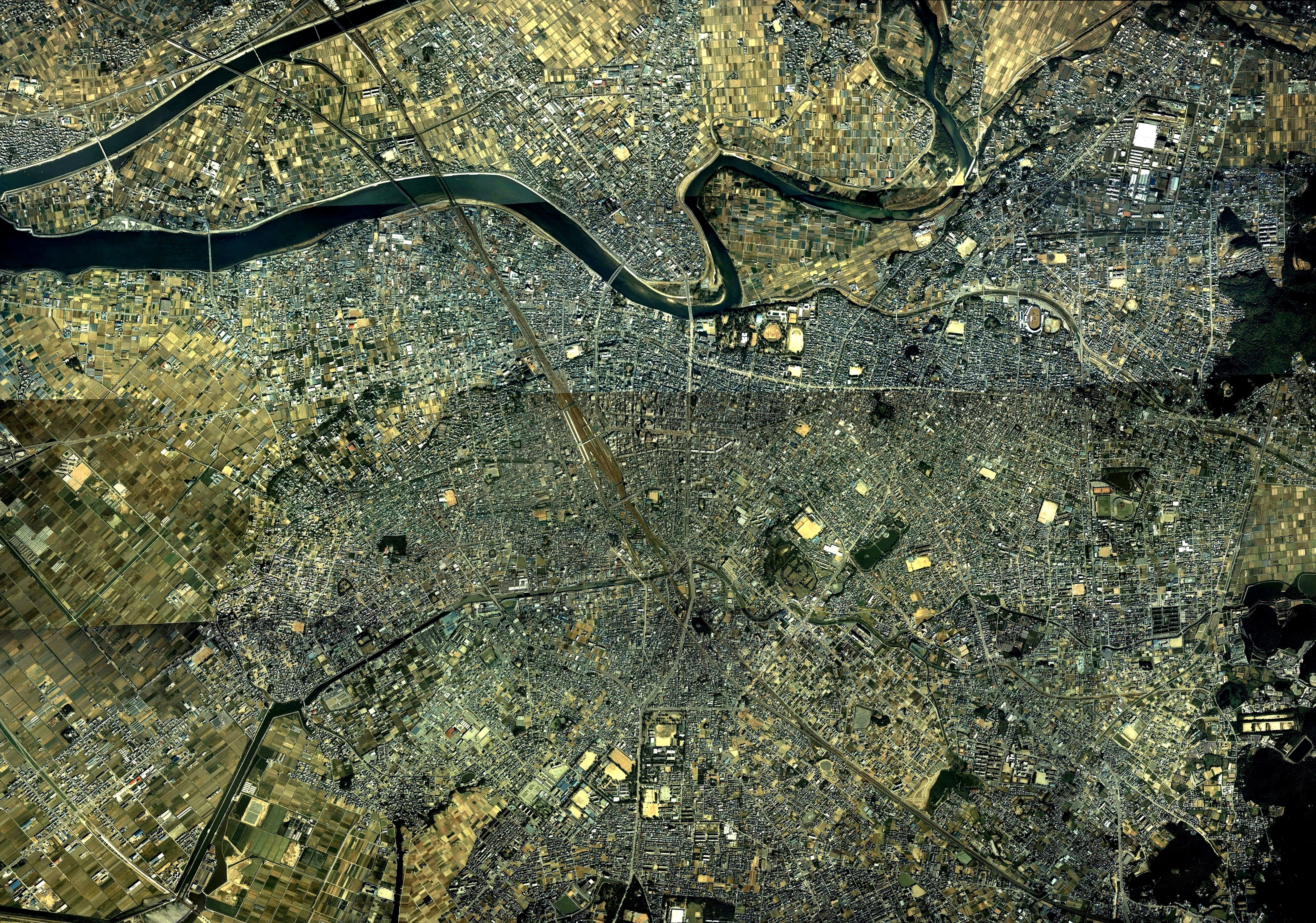
豊橋市の中心市街地と豊川（左上）
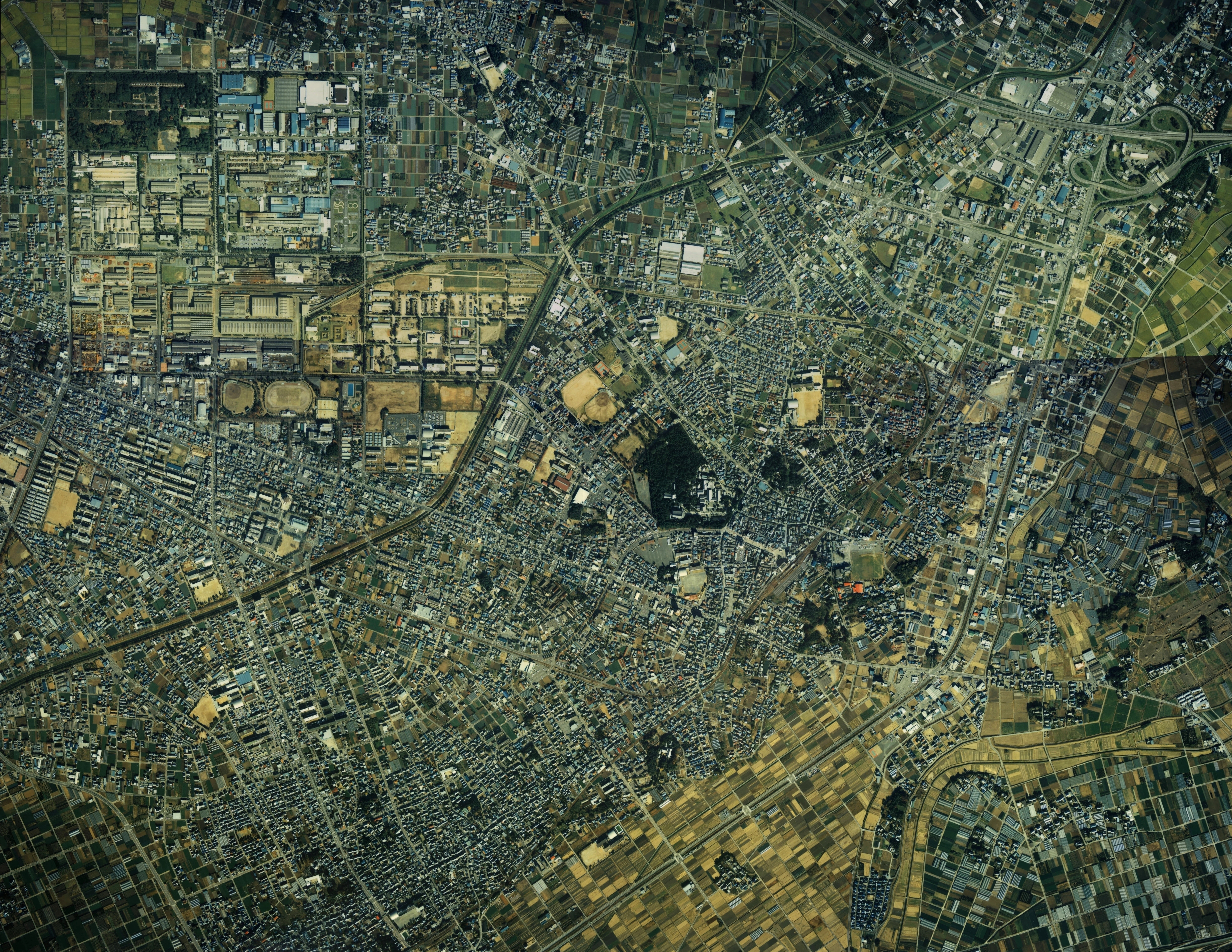
豊川市の中心市街地
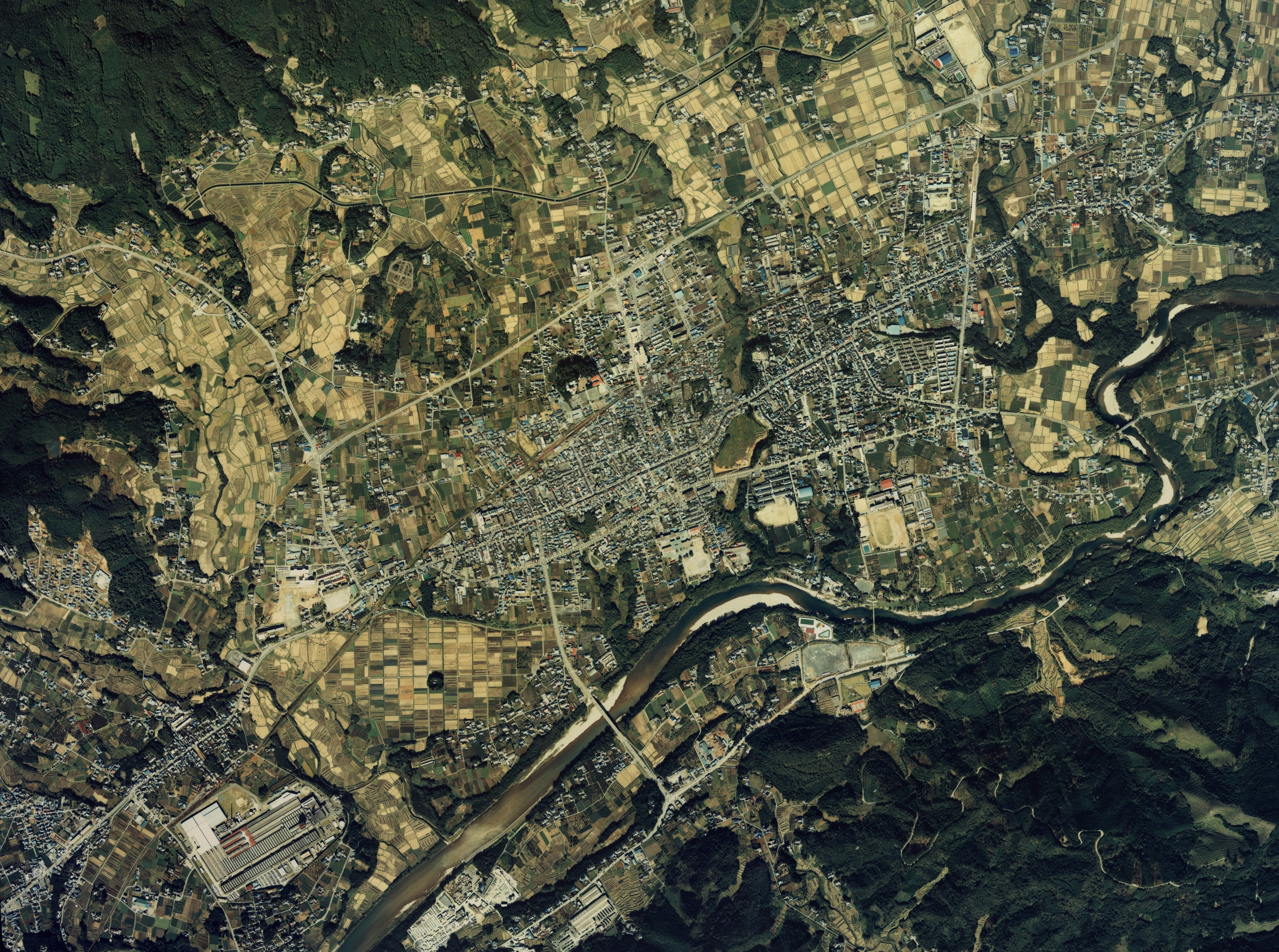
新城市の中心市街地と豊川（右下）

## 経済
愛知県内では濃尾平野、岡崎平野と並ぶ重要な平野であり、先進的農業地域とされている。
豊橋平野の中でも低地部分は江戸時代から新田開発が行われ、水田地帯となった。段丘上はかつて果樹のカキの産地だった。1968年（昭和43年）には台地や丘陵の部分に豊川用水が開通し、スイカ、ハクサイ、キャベツなどの野菜の産地となった。現在は根菜類・葉菜類・花卉園芸が盛んである。
豊川流域の沖積地では頻繁に洪水が起こっていたが、1965年（昭和40年）に豊川放水路が開通したことで水位が安定した。豊川河口部の渥美湾岸は埋め立てられ、重要港湾に指定された三河港を中心とする工業地域となっている。